# Morne Covin
Morne Covin är ett berg i Martinique.  Det ligger i den västra delen av Martinique, 11 km nordväst om huvudstaden Fort-de-France. Toppen på Morne Covin är 668 meter över havet.